# Beverly Lake
Beverly Lake är en sjö i Kanada.   Den ligger i territoriet Nunavut, i den centrala delen av landet, 2 600 km nordväst om huvudstaden Ottawa. Beverly Lake ligger 81 meter över havet.
Trakten runt Beverly Lake är nära nog obefolkad, med mindre än två invånare per kvadratkilometer.